# 500-km-Rennen von Donington 1992

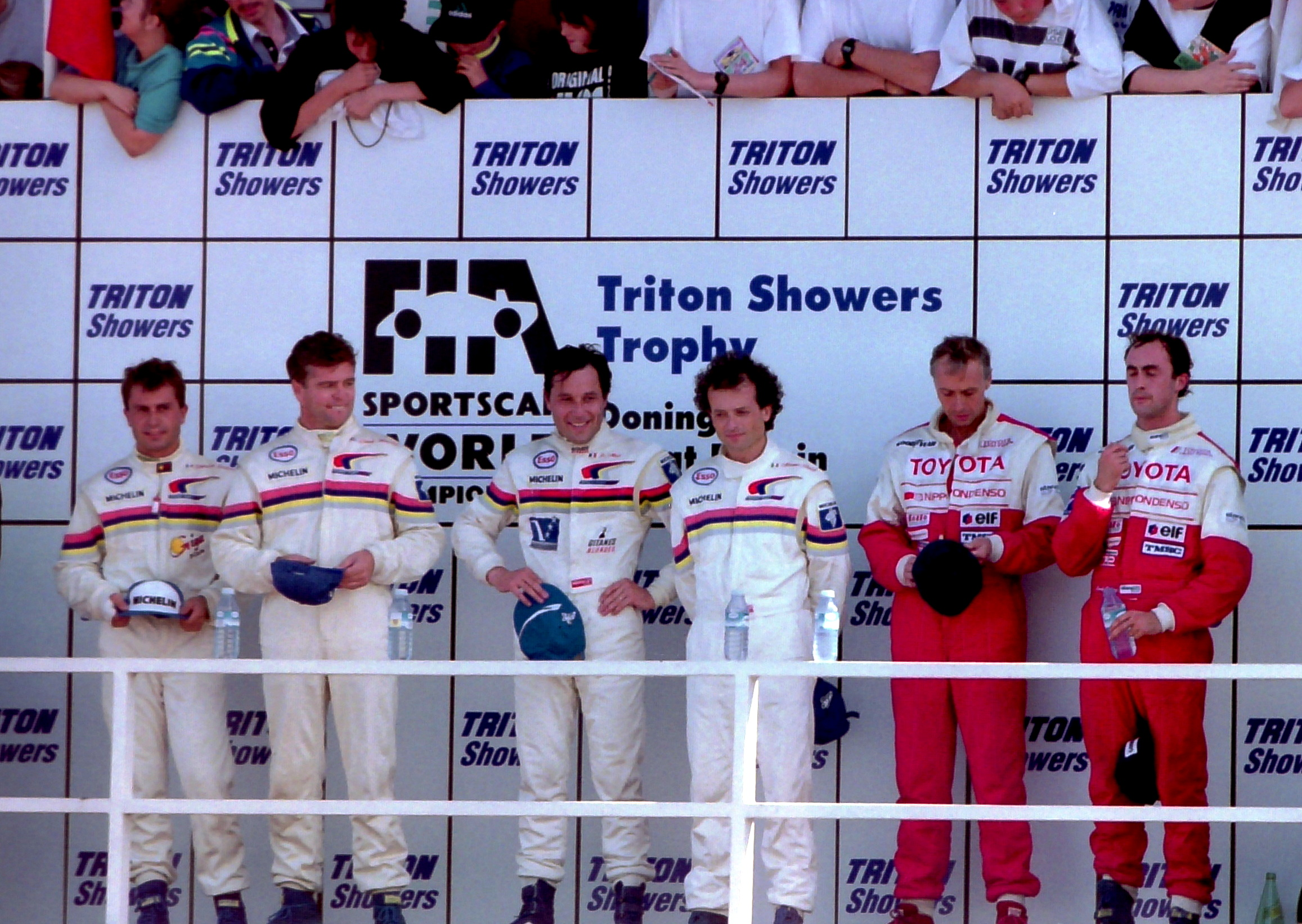
Siegerehrung (von links): Yannick Dalmas, Derek Warwick, Philippe Alliot, Mauro Baldi, Geoff Lees und David Brabham

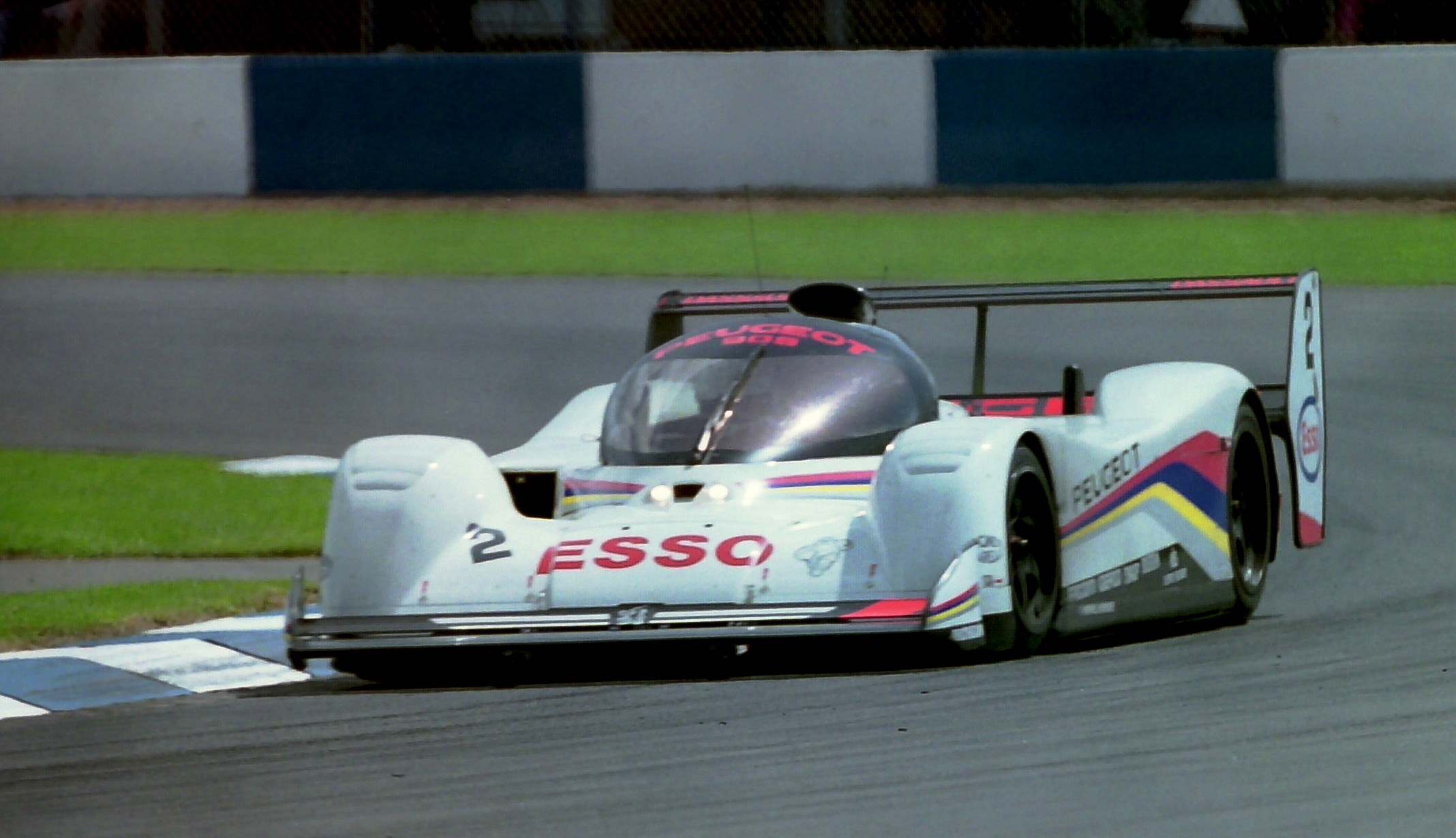
Peugeot 905 Evo 1 Bis; Siegerwagen von Mauro Baldi und Philippe Alliot

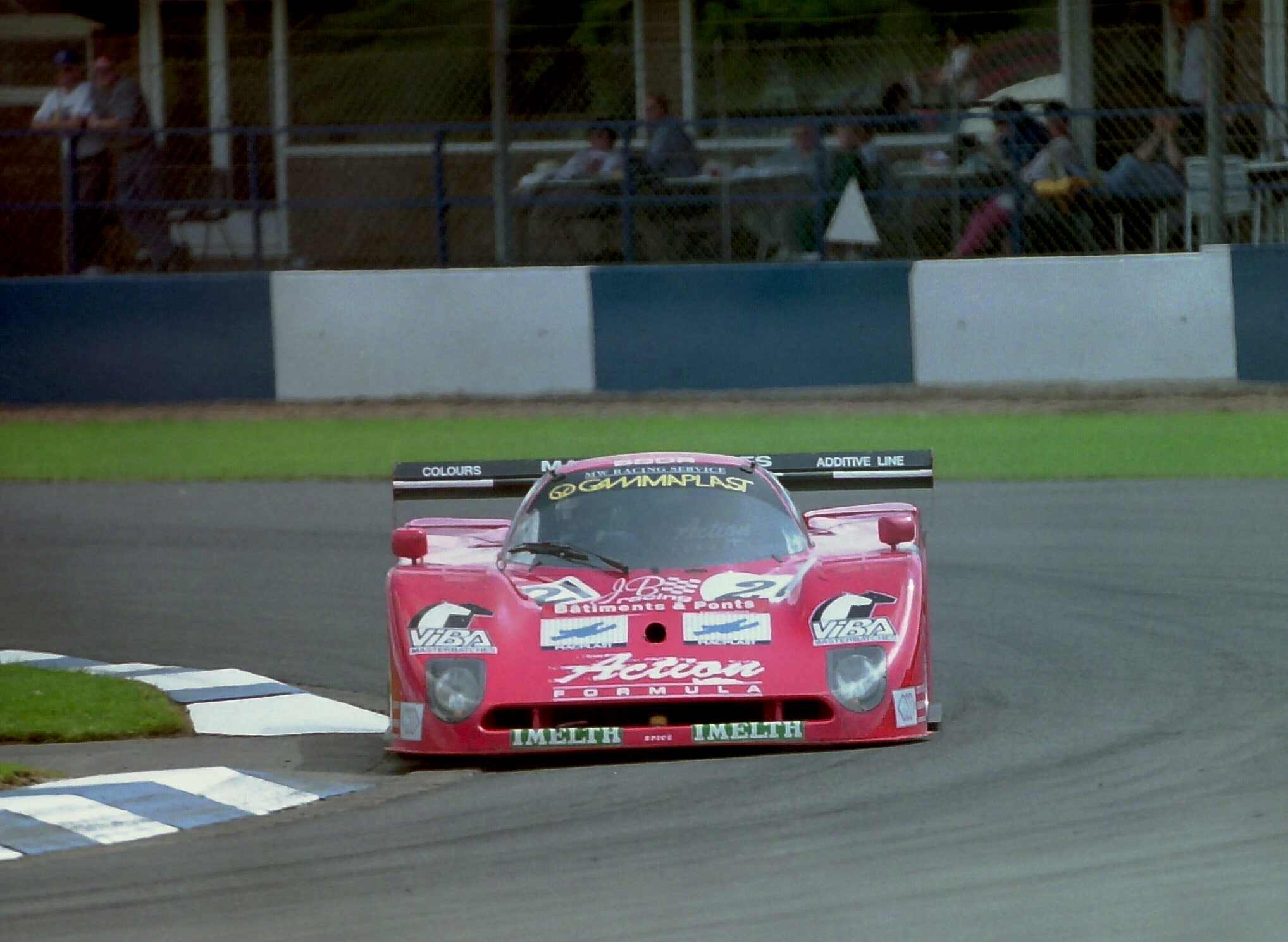
Der Spice SE90C von Luigi Taverna und Alessandro Gini

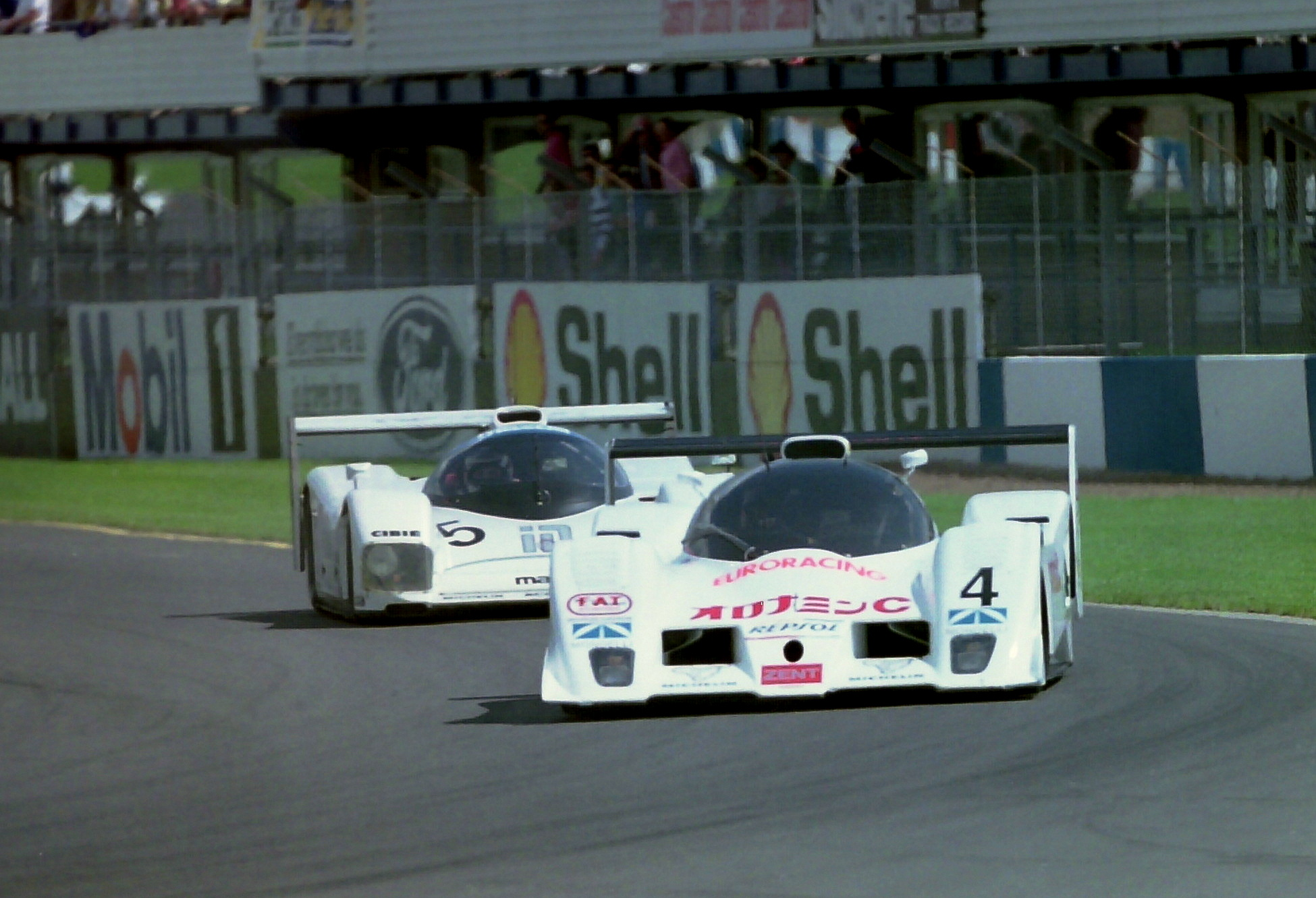
Der Lola T92/10 von Heinz-Harald Frentzen und Phil Andrews vor dem Mazda MXR-01 von Maurizio Sandro Sala und Alex Caffi

Das 500-km-Rennen von Donington 1992, auch Triton Showers Trophy, SWC, Donington Park, fand am 19. Juli auf der Rennstrecke von  Donington Park statt und war der vierte Wertungslauf der Sportwagen-Weltmeisterschaft dieses Jahres.

## Das Rennen
Wie schon bei den drei Weltmeisterschaftsläufen davor, konnte auch das Rennen im Donington Park nur mit einem kleinen Starterfeld aufwarten. Die schnellste Trainingszeit erzielte Derek Warwick im Peugeot Evo 1. Das Rennen verlief jedoch ungemein spannend und hatte einen der knappsten Zielankünfte in der Geschichte der Sportwagenrennen. Im Ziel trennten die beiden Peugeots von Mauro Baldi/Philippe Alliot und Derek Warwick/Yannick Dalmas nach 3 Stunden Fahrzeit nur 0,5 Sekunden. Der drittplatzierte Toyota TS010 von Geoff Lees und David Brabham hatte am Ende des Rennens nur 28 Sekunden Rückstand auf die Sieger.

## Ergebnisse

### Schlussklassement
| 1               | C1      | 2  | Peugeot Talbot Sport    | Mauro Baldi Philippe Alliot                    | Peugeot 905 Evo 1 Bis | 125 |
| 2               | C1      | 1  | Peugeot Talbot Sport    | Derek Warwick Yannick Dalmas                   | Peugeot 905 Evo 1 Bis | 125 |
| 3               | C1      | 7  | Toyota Team Tom’s       | Geoff Lees David Brabham                       | Toyota TS010          | 125 |
| 4               | C1      | 4  | Euro Racing             | Heinz-Harald Frentzen Phil Andrews             | Lola T92/10           | 119 |
| 5               | C1      | 5  | Mazdaspeed              | Maurizio Sandro Sala Alex Caffi                | Mazda MXR-01          | 112 |
| 6               | FIA CUP | 22 | Chamberlain Engineering | Ferdinand de Lesseps Will Hoy                  | Spice SE89C           | 111 |
| 7               | FIA Cup | 29 | Team S.C.I.             | Ranieri Randaccio Stefano Sebastiani           | Spice SE90C           | 102 |
| Nicht klassiert |         |    |                         |                                                |                       |     |
| 8               | FIA CUP | 21 | Action Formula          | Luigi Taverna Alessandro Gini                  | Spice SE90C           | 54  |
| Ausgefallen     |         |    |                         |                                                |                       |     |
| 9               | C1      | 8  | Toyota Team Tom’s       | Andy Wallace Jan Lammers                       | Toyota TS010          | 85  |
| 10              | C1      | 3  | Euro Racing             | Cor Euser Jesús Pareja Charles Zwolsman senior | Lola T92/10           | 40  |
| Nicht gestartet |         |    |                         |                                                |                       |     |
| 11              | C1      | 2T | Peugeot Talbot Sport    | Mauro Baldi                                    | Peugeot 905 Evo 1 Bis | 1   |
| 12              | C1      | 5T | Mazdaspeed              | Alex Caffi                                     | Mazda MXR-01          | 2   |
| 13              | C1      | 7T | Toyota Team Tom’s       | Jan Lammers Geoff Lees                         | Toyota TS010          | 3   |

1 Trainingswagen
2 Trainingswagen
3 Trainingswagen

### Nur in der Meldeliste
Hier finden sich Teams, Fahrer und Fahrzeuge, die ursprünglich für das Rennen gemeldet waren, aber aus den unterschiedlichsten Gründen daran nicht teilnahmen.
| Pos. | Klasse  | Nr. | Team                  | Fahrer | Chassis        |
| ---- | ------- | --- | --------------------- | ------ | -------------- |
| 14   | C1      | 9   | British Racing Motors |        | BRM P351       |
| 15   | C1      | 11  | Konrad Motorsport     |        | Konrad KM-011  |
| 16   | FIA Cup | 23  | Gee Pee               |        | Jaguar XJR-17  |
| 17   | FIA Cup | 24  | GP Motorsport         |        | Spice SE90C    |
| 18   | FIA Cup | 25  | Günther Gebhardt      |        | Gebhardt C91   |
| 19   | FIA Cup | 26  | Gianni Mussato        |        | Mussato MXJ-92 |
| 20   | FIA Cup | 27  | RM Motorsport         |        | Spice          |
| 21   | FIA Cup | 30  | TDR Racing            |        | Spice SE90C    |

### Klassensieger
| Klasse  | Fahrer               | Fahrer          | Fahrzeug          | Platzierung im Gesamtklassement |
| ------- | -------------------- | --------------- | ----------------- | ------------------------------- |
| C1      | Mauro Baldi          | Philippe Alliot | Peugeot 905 Evo 1 | Gesamtsieg                      |
| FIA CUP | Ferdinand de Lesseps | Will Hoy        | Spice SE89C       | Rang 6                          |

### Renndaten
- Gemeldet: 21
- Gestartet: 10
- Gewertet: 7
- Rennklassen: 2
- Zuschauer: 5000
- Wetter am Renntag: warm und trocken
- Streckenlänge: 4,023 km
- Fahrzeit des Siegerteams: 2:54:03,868 Stunden
- Gesamtrunden des Siegerteams: 125
- Gesamtdistanz des Siegerteams: 502,920 km
- Siegerschnitt: 173,357 km/h
- Pole Position: Derek Warwick – Peugeot 905 Evo 1 (#1) – 1.15.285 – 192,391 km/h
- Schnellste Rennrunde: Mauro Baldi – Peugeot 905 Evo 1 (#2) 1.19.380 – 182,466 km/h
- Rennserie: 4. Lauf zur Sportwagen-Weltmeisterschaft 1992